# Víktor Vlàssov
Víktor Vlàssov   () fou un jugador de bàsquet rus que va competir sota bandera de la Unió Soviètica durant les dècades de 1940 i 1950.
El 1952 va prendre part en els Jocs Olímpics d'Estiu de Hèlsinki, on guanyà la medalla de plata en la competició de bàsquet. En el seu palmarès també destaquen tres medalles en el Campionat d'Europa de bàsquet, dues d'or, el 1951 i 1953, i una de bronze, el 1955.
A nivell nacional jugà al Trudovye Rezervy (1945-1946) i al Dinamo Moscou (1947-1959), amb qui guanyà el campionat soviètic de 1948. Una vegada retirat fou entrenador de bàsquet durant gairebé 40 anys al Dinamo Moscou, deu d'ells, entre el 1959 i el 1969 en el primer equip.